# 西海广播
西海广播（韓語：서해방송）是一家已被并入KBS的商业广播公司，总部位于全罗北道群山市。

## 历史
1968年8月获颁电台营业许可，1969年2月20日公司成立，8月28日开始试播。
10月2日，西海放送开播，呼号HLAS，频率680kHz，输出功率10kW。
服务区域遍及全罗北道。全罗南道，慶尚南北道和忠清南北道部分区域也可能接收到西海放送的节目。
在电台开播初期，一般不会有赞助商注资，亦无法独立制作大多数的广播节目。
1969年9月19日，在电台开播前夕，西海放送与首尔的東洋廣播签署合作协议。
由于群山地区属于沿海地区，因此在播出自办节目时有很大概率发出海洋预警。
此外，新闻节目是该电台的重点，在全州、裡里、大田等地建立了新闻基地，形成了大规模的报道网。
由于1980年当局实施“言论统废合”政策，故该电台当年11月30日（周日）零时停播后被合并到韩国放送公社（KBS）。
次月12月1日（星期一），其广播频率被KBS群山放送局接管。
后来，群山放送局被并入全州放送局（今KBS全州放送总局）并停止播出，原频率改播KBS全州第二台。2001年12月，随着第二台（Happy FM）改为FM广播，此前KBS第二台使用的675KHz的频率改播KBS第三台（愛之廣播）。